# Bitwa pod Łomiankami
Bitwa pod Łomiankami – bitwa kampanii wrześniowej w rejonie wsi Łomianki koło Warszawy, która odbyła się 22 września 1939 roku pomiędzy niedobitkami wojsk polskich z Armii „Pomorze” i „Poznań” pod dowództwem generała Mikołaja Bołtucia (około 5000 żołnierzy), a wojskami niemieckimi blokującymi oblężoną Warszawę. Bój ten zakończył bitwę nad Bzurą.

## Przed bitwą
Pierwszy patrol niemiecki pojawił się w Łomiankach już 15 września około godziny 16.00 i po wymianie ognia z polskimi żołnierzami, wycofał się ze wsi. 
Wieczorem 17 września Łomianki zostały zajęte przez Niemców w sile kilkunastu czołgów i wozów pancernych. Przez krótki czas stał tu sztab 4 pułku strzelców konnych 1 Dywizji Lekkiej. 19 września Niemcy musieli opuścić wieś w wyniku zagrożenia atakiem improwizowanej Grupy Operacyjnej Kawalerii generała Abrahama i Łomianki przez kolejne dwa dni znajdowały się pod obstrzałem artyleryjskim w celu uniemożliwienia odwrotu wojsk polskich wycofujących się po bitwie nad Bzurą. W tym czasie, 19 września, miała miejsce szarża pod Wólką Węglową, w wyniku której część kawalerii przedarła się do oblężonej Warszawy.
W dniach 20–21 września rejon Młocin i Burakowa zajęły oddziały wycofującej się znad Bzury 25 Dywizji Piechoty, zajmując wieś Dąbrowa i ostatecznie przebijając się do Warszawy pod naciskiem Niemców.
21 września niebronione Łomianki zajął niemiecki 30 pułk piechoty z 18 Dywizji Piechoty, którego zadaniem było przerwanie połączenia pomiędzy Warszawą a Modlinem. Od strony Palmir, skąd spodziewano się polskiego uderzenia, zaczęto przygotowywać umocnienia. Tego samego dnia generał Bołtuć, który po wydostaniu się z kotła nad Bzurą ze swoim oddziałem dostał się do Modlina, otrzymał od generała Thommée rozkaz objęcia dowodzenia w rejonie składnicy amunicji w Palmirach i objął je wieczorem.
Generał Bołtuć zastał w Palmirach załogę dowodzoną od 19 września przez pułkownika Skokowskiego i składającą się z oddziałów:
- Armii Poznań: resztki 17 Dywizji Piechoty (68 i 69 pułk piechoty), resztki 14 Wielkopolskiej Dywizji Piechoty, w sumie około 2000 ludzi[7];
- zgrupowania kawalerii (pułku jazdy „Palmiry”[8]) majora Juniewicza: pododdziały z Wołyńskiej Brygady Kawalerii (12 pułk Ułanów Podolskich i 21 pułk Ułanów Nadwiślańskich), z Kresowej Brygady Kawalerii (6 pułk strzelców konnych), a także z Pomorskiej i Nowogródzkiej BK, które utraciły kontakt ze swoimi jednostkami, a także dodatkowo oddziały kawalerii dywizyjnej z 5, 20 i 28 Dywizji Piechoty, szwadrony marszowe i resztki innych jednostek kawaleryjskich, razem około 1500–1700 szabel i 2000 koni[7].  Całość sił polskich wyniosła około 5–6 tysięcy ludzi wraz ze słabą artylerią liczącą 6 dział[3].

## Bitwa
W Modlinie – po żołnierskim przyjęciu przez gen. Thomméego – dywizjon artylerii (I dywizjon 16 pułku artylerii lekkiej) został włączony do załogi Modlina, natomiast grupa piesza z gen. Bołtuciem pomaszerowała dalej, aby zasilić załogę Palmir. Gen. Bołtuć przybył do Palmir 21 września o godz. 22.00 − w momencie, gdy w sztabie płk. Skokowskiego skończyła się narada. Generał uznał, że obrona Palmir, ze względu na zaciskający się wokół pierścień coraz nowych jednostek niemieckich, nie rokuje nadziei na utrzymanie składnicy. Powziął więc decyzję przebicia się całością sił do Warszawy jeszcze tej samej nocy.
Plan przewidywał, że oddziały ruszą do walki pod osłoną nocy z 21 na 22 września. Konieczność ściągnięcia oddziałów opóźniła wymarsz o kilka godzin, co zmniejszyło później szanse wojsk polskich na sukces. Ostatecznie o godzinie 2.30 w nocy grupa generała, licząca 3000–5000 ludzi, wyruszyła z Palmir bez rozpoznania w trzech kolumnach: bezpośredni oddział generała wraz z artylerią i taborami – szosą do Łomianek, oddziały 17 DP – wzdłuż toru kolejowego, zaś zgrupowanie kawalerii dowodzone przez mjr. Juniewicza ubezpieczało marsz od północy.
O 3.30 nad ranem rozpoczęła się bitwa i w walce bezpośredniej Polacy przebili się przez pierwszą linię obrony niemieckiego 30 pułku piechoty i pod osłoną nocy dotarli w głąb pozycji nieprzyjaciela pomiędzy Dąbrową a rzeką Wisłą. W rejonie kościoła w Łomiankach została rozbita 2 kompania 30 pułku piechoty, a 1 kompania została zmuszona wycofać się w stronę Wisły. Przed świtem Polacy dotarli do drugiej linii obrony pomiędzy nasypem kolejowym linii kolejowej Warszawa Gdańska – Młociny – Łomianki – Palmiry w Dąbrowie a Wisłą, w pobliżu dzisiejszej ulicy Wiślanej. Tutaj natarcie utknęło pod zaporowym ogniem artylerii, granatników i broni maszynowej, wobec słabej własnej artylerii. Nacierające wzdłuż nasypu kolejowego oddziały z 17 DP, ponosząc duże straty, także nie były w stanie przełamać niemieckiej obrony. Tutaj, w pobliżu przystanku kolejowego Dąbrowa Leśna, poległ dowodzący natarciem generał Bołtuć. Pomimo śmierci generała, walka trwała nadal – w rejonie folwarku Raj (Dąbrowa Rajska) Polacy atakowali stanowisko dowodzenia 30 pułku piechoty, a także stanowisko dowodzenia III batalionu tegoż pułku.
Wzdłuż drogi Warszawa – Modlin nacierali spieszeni ułani i strzelcy konni z grupy majora Juniewicza, a także szwadron policji. Po przebiciu się przez pierwszą linię obrony, natarcie utknęło około godziny 7.20 w rejonie dzisiejszej ulicy 22 września (Łomianki Majowe). Około 9.00, w czasie gdy walki w Łomiankach już wygasały, wzdłuż wału wiślanego natarła w szyku konnym część szwadronu kawalerii 20 DP, ale w wyniku straty oficerów natarcie również się załamało. Polegli wówczas, m.in.: mjr Józef Juniewicz, płk dypl. Tadeusz Parafiński (dowódca piechoty dywizyjnej 26 DP), kpt. dypl. Julian Serwatkiewicz (kwatermistrz 26 DP), mjr Piotr Kunda (dowódca batalionu 14 pp), mjr Leszek Lubicz-Nycz (dowódca dywizjonu 14 pal), kpt. dypl. Stefan Dobrowolski (kwatermistrz 17 DP).

## Po bitwie

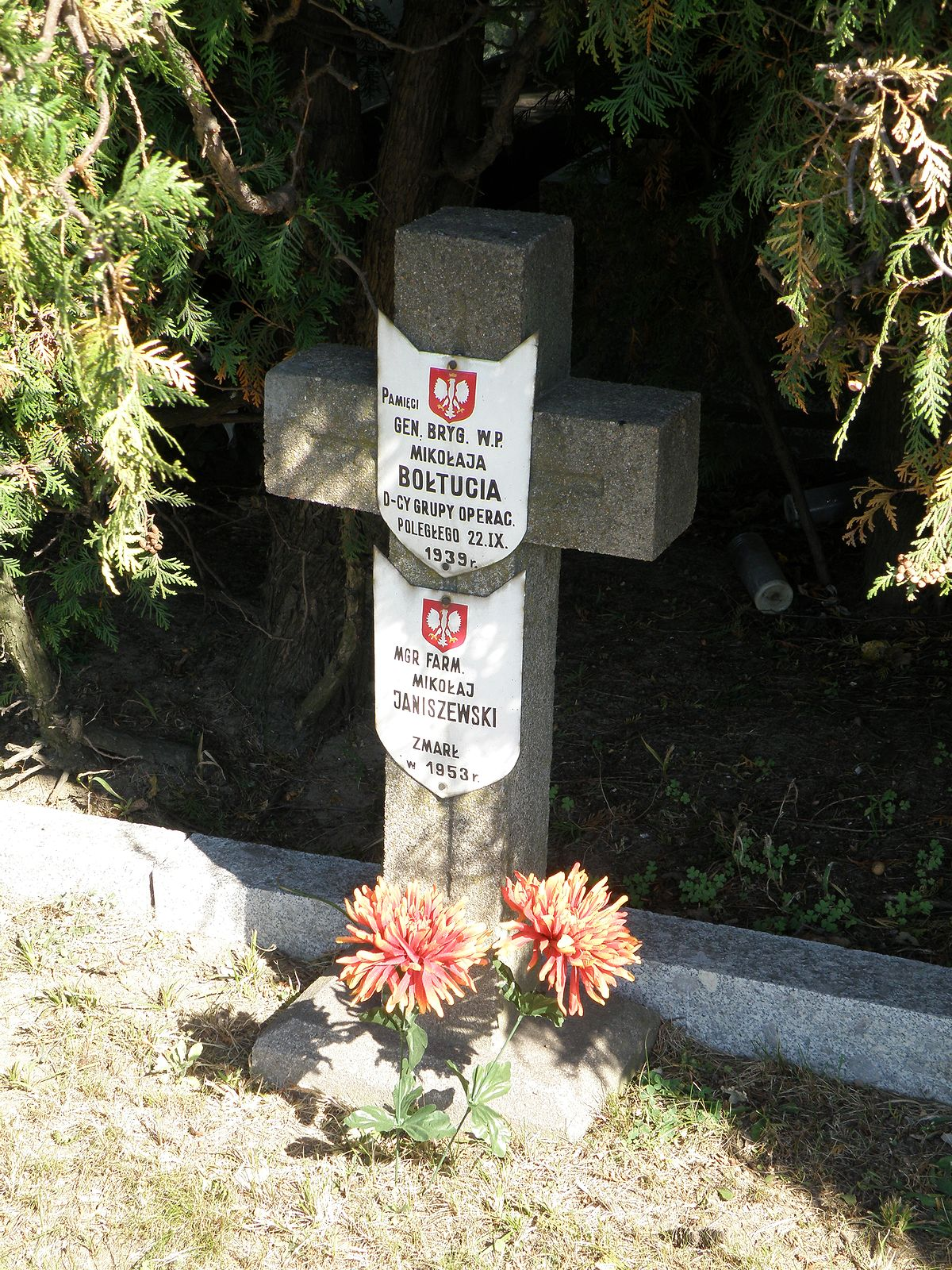
Symboliczny grób gen. Bołtucia na kwaterze wojskowej cmentarza w Kiełpinie

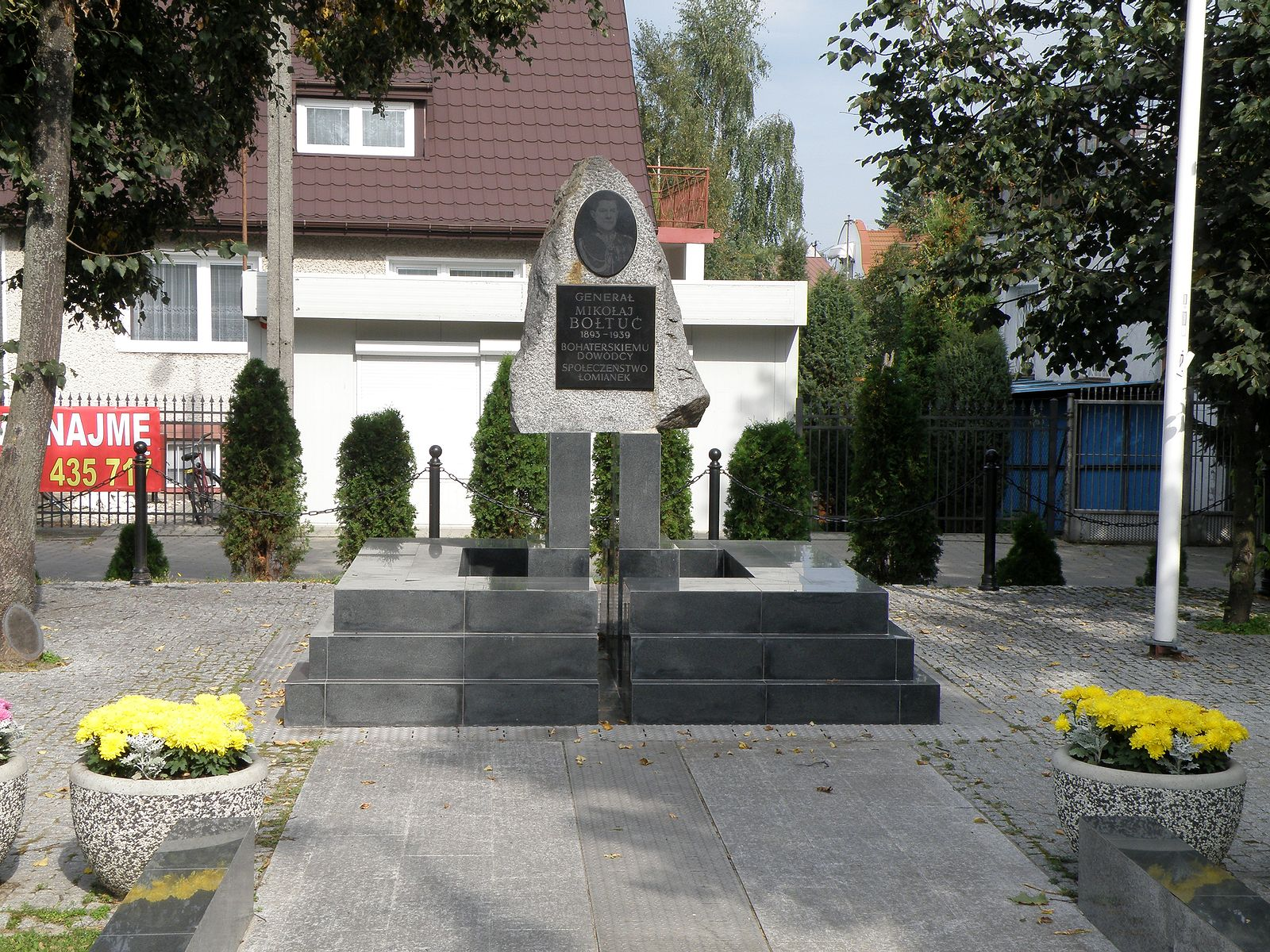
Pomnik gen. Bołtucia po remoncie w 2009

W bitwie pod Łomiankami poległo około 800 polskich żołnierzy i zostało rannych około 4000, według innych źródeł straty te, to 3000 ludzi. Wysokie straty związane były z determinacją polskich żołnierzy, gdzie razem z żołnierzami do ataku szli także oficerowie. W grupie majora Juniewicza, według relacji rotmistrza Znamierowskiego z 21 pułku ułanów, w natarciu poległo lub zostało rannych 90% oficerów i 60% szeregowych. Zadania nie wykonano, a tylko nielicznym udało się dostać do Warszawy.
19 września, wraz z pierwszą falą polskich żołnierzy po bitwie nad Bzurą, do Łomianek przybyli głównie ranni. Utworzono szpital polowy w budynku szkoły w Łomiankach, w którym na samym początku znajdowało się około 600 rannych, z czego szacunkowo 100 oficerów. Szpital oznakowano flagą Czerwonego Krzyża, ale pomimo tego 21 września w jego pobliżu spadło kilka bomb zrzuconych przez Luftwaffe. Po bitwie 22 września przepełniony szpital zasilili nowi pacjenci. Został on zlikwidowany w listopadzie 1939 roku. W pięciu zbiorowych mogiłach przed szpitalem pogrzebano 105 polskich żołnierzy. Zwłoki ekshumowano na cmentarz w Kiełpinie już w grudniu, a wśród pochowanych zidentyfikowano tylko jednego oficera.
2500 poległych między innymi w tej bitwie żołnierzy pochowano w kwaterze wojskowej na cmentarzu w Kiełpinie. 
22 września rano pierścień okrążenia wokół Warszawy nie był jeszcze do końca zamknięty przez Niemców – udało się im ostatecznie tego dokonać przed południem, gdy zlikwidowali obronę folwarku Młociny. Oddziały niemieckiej 24 Dywizji Piechoty zaatakowały siłami 102 pułku piechoty Buraków, 31 pułku – Młociny (bronione przez oddziały polskiej 25 DP), a siłami 32 pułku – z Wólki Węglowej w kierunku Wawrzyszewa, skutecznie zamykając pierścień wokół Warszawy.
Ostatecznie na czele zdziesiątkowanych oddziałów stanął ppłk Jan Topczewski, dowódca rezerwowego 146 pułku piechoty, któremu udało się przebić z nimi do Warszawy. Żołnierze polscy, cofający się przez Łomianki, celowo utopili dużo broni w wodach Jeziora Dziekanowskiego, szczególnie od strony Kępy Kiełpińskiej, a także w błotnistym jeziorku przy Burakowie. Miejscowy ruch oporu wyłowił ją później i w ten sposób wzbogacił się o broń strzelecką, amunicję, a także kompletny ciężki karabin maszynowy.
Niektórych żołnierzy pochowano w prowizorycznym grobie blisko linii frontu, obecnie w Lesie Młocińskim znajdują się groby ułanów z 21 Pułku Ułanów Nadwiślańskich.